# Kwartet Wojciecha Gogolewskiego
Kwartet Wojciecha Gogolewskiego – polski zespół jazzowy, powstały w Katowicach i działający w latach 1973-1977.

## Historia
Wojciech Gogolewski (fortepian elektryczny) będąc studentem na Wydziale Jazzu i Muzyki Rozrywkowej Państwowej Wyższej Szkoły Muzycznej w Katowicach – grał w uczelnianym big-bandzie. Ta działalność jednak nie zaspakajała w pełni jego ambicji artystycznych i dlatego w 1973 roku, w wieku zaledwie dwudziestu lat, zdecydował się na założenie własnej grupy, do udziału w której zaprosił kolegów z uczelni. Po wykrystalizowaniu się składu – który ostatecznie uzupełnili flecista Mieczysław Wolny, kontrabasista Zbigniew Wegehaupt i perkusista Czesław Szymański. Wiosną 1975 roku Kwartet zaprezentował się po raz pierwszy na wrocławskim festiwalu Jazz nad Odrą. Muzycy powrócili tam w roku 1976, wystąpili w konkursie i zostali zauważeni. W kategorii zespołów jury przyznało im II miejsce, zaś w kategorii solistów wyróżnieni członkowie sekcji rytmicznej, czyli Z. Wegehaupt i Cz. Szymański. W roku 1976 trwała dobra passa zespołu. Wówczas ukazał się na płycie jedynie utwór Skok nr 8. Była to kompilacja Poljazzu, zbierająca kompozycje laureatów dwóch festiwali: XVI Złotej Tarki (na stronie A longplaya) oraz XIII Jazzu nad Odrą (na stronie B, obok numerów Big Bandu PWSM Katowice i Kwintetu Andrzeja Olejniczaka). Wtedy też, Kwartet Wojciecha Gogolewskiego dokonał w Polskim Radio Warszawa, swoich pierwszych profesjonalnych nagrań studyjnych. W ciągu jednego dnia (dn. 28 maja 1976 roku) – zarejestrowano pięć utworów, które trwały blisko czterdzieści minut. Po kolejnej serii koncertów, zespół wszedł jeszcze raz do studia radiowego, tym razem w Polskim Radio Katowice (podawana jest data 29 stycznia 1977 roku, choć w innym miejscu można znaleźć informację, że sesja miała miejsce pod koniec poprzedniego roku), aby zarejestrować rozbudowaną, trzyczęściową kompozycję pt. Suite for M.. Wkrótce potem Kwartet Wojciecha Gogolewskiego przestał istnieć, choć drogi muzyków nie rozeszły się, ponieważ przez jakiś czas cała czwórka współpracowała z Big Bandem Katowice, nagrywając album, wydany z serii Polish Jazz, zatytułowany Music for My Friends (1978). 29 marca 2019 nakładem wytwórni Gad Records ukazał się album zatytułowany Skok nr 8, zbierający wszystkie nagrania radiowe formacji. Muzyka zawarta na krążku po z górą czterdziestu latach pokazuje, iż Kwartet Wojciecha Gogolewskiego na tle europejskiego fusion był ewenementem.

## Dyskografia

### Albumy
- Skok nr 8 (CD, Gad Records GAD CD 094, 2019)

### Kompilacje
- Złota Tarka '76 – Jazz Nad Odrą '76 (LP, PolJazz Z-SX 0615, 1976)[3]